# Sentencia arbitral de Torrellas

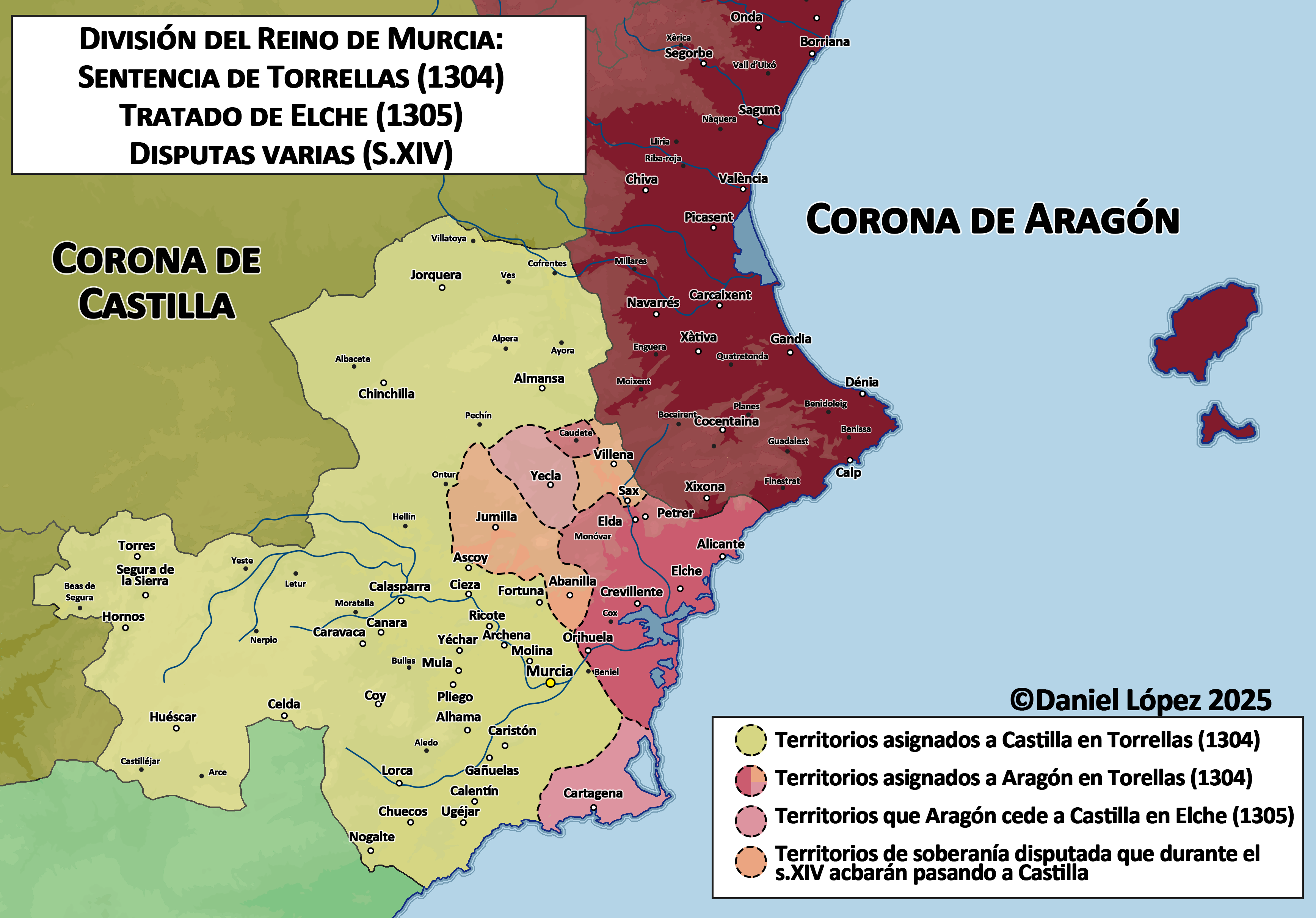
Los territorios asignados al Reino de Valencia tras la Sentencia Arbitral de Torrellas y el Tratado de Elche conformaron la Procuraduría General de Orihuela.

La sentencia arbitral de Torrellas fue un acuerdo establecido entre los representantes de la Corona de Castilla, la Corona de Aragón, y el reino de Portugal el 8 de agosto de 1304, relativo a las fronteras del reino de Murcia y a las reclamaciones del trono castellano-leonés por parte de Alfonso de la Cerda, nieto de Alfonso X el Sabio. La firma del acuerdo tuvo lugar en el municipio zaragozano de Torrellas, un lugar situado en el monte Moncayo, entre la ciudad castellana de Ágreda y la ciudad aragonesa de Tarazona; de modo que el documento también es denominado concordia de Ágreda, tratado de Tarazona o incluso sentencia arbitral de Torrellas-Campillo-Ágreda-Tarazona.
Las cláusulas de la sentencia fueron aprobadas por los reyes Fernando IV de Castilla, Jaime II de Aragón, Dionisio I de Portugal y Muhammad III de Granada.

## Antecedentes
Por un lado el Tratado de Cazola (1179) donde se acordaban los límites de la conquista entre Castilla y Aragón soble la Taifa de Murcia.
Por otro el Tratado de Alcaraz (1243)  que establecía al Reino de Murcia como territorio perteneciente a la Corona de Castilla.

## La Sentencia Arbitral de Torrellas
El 8 de agosto de 1304, en la villa zaragozana de Torrellas, el rey Dionisio I de Portugal, el Arzobispo de Zaragoza, Jimeno de Luna, en representación de la Corona de Aragón, y el infante Juan de Castilla "el de Tarifa", representando a la Corona de Castilla, hicieron públicas las cláusulas de la Sentencia Arbitral de Torrellas. El propósito de la negociación era poner fin a las disputas existentes entre Castilla y Aragón con respecto a la posesión del reino de Murcia. Muhammad III de Granada participó en las conversaciones a petición de Fernando IV de Castilla, quien dispuso que en el tratado de paz y alianza entre los reinos cristianos de la península interviniera el rey de Granada, pues tenía interés en conservar la amistad, la sumisión y las parias que cada año se veía obligado a abonar al rey de Castilla el monarca granadino, y que constituían un preciado recurso para la Corona de Castilla. Por ello, Jaime II de Aragón y el rey Dionisio I de Portugal se avinieron a mantener buenas relaciones con el reino nazarí de Granada.
Según lo dispuesto en la Sentencia, el reino de Murcia, que entonces se hallaba en manos de Jaime II de Aragón, sería repartido entre las Coronas de Aragón y de Castilla, y a lo largo del río Segura sería establecida la frontera meridional de Aragón. Las ciudades de Alicante, Cartagena, Elche, Orihuela, Monforte, y Elda, y también las poblaciones de Abanilla, Petrel, Crevillente, y Sax, continuarían en poder del monarca aragonés. En la Sentencia Arbitral se reconocía la posesión por parte del reino de Castilla y León de las ciudades de Murcia, Monteagudo, Alhama, Lorca y Molina de Segura. Los ciudadanos afectados por el cambio de soberanía tendrían libertad para permanecer en sus ciudades y villas si lo deseaban, o bien podrían abandonar libremente el territorio. Al mismo tiempo, los dos reinos acordaron conceder la libertad a los prisioneros de guerra, así como ser enemigos ambos de los enemigos de cada uno de ellos, exceptuando a la Santa Sede y al reino de Francia. El señorío de Villena continuó siendo propiedad de don Juan Manuel, hijo del infante Manuel de Castilla y nieto de Fernando III el Santo, pero las tierras en las que se asentaba permanecerían bajo soberanía aragonesa.
El día 8 de agosto de 1304, los reyes de Portugal y Aragón se pronunciaron, en presencia del infante Juan de Castilla "el de Tarifa", sobre las reclamaciones de los infantes de la Cerda. A Alfonso de la Cerda, apoyado por Jaime II de Aragón, le fueron concedidos como compensación por su renuncia al trono de Castilla una serie de señoríos y posesiones, dispersos por todo el territorio castellano-leonés a fin de evitar la conformación de un microestado, entre los que figuraban los de Alba de Tormes, Valdecorneja, Gibraleón, Béjar y el Real de Manzanares, además del castillo de Monzón de Campos, Gatón de Campos, La Algaba, y Lemos. Además, se concedieron a Alfonso de la Cerda numerosas rentas y posesiones en Medina del Campo, Córdoba, Toledo, Bonilla y Madrid. Fernando IV de Castilla, que deseaba que su pariente Alfonso de la Cerda disfrutase de una renta anual de 400.000 maravedíes, dispuso que si las rentas de las posesiones que le habían sido donadas no alcanzaban esa cantidad le entregaría otros territorios hasta que las rentas alcanzasen dicha cifra. Al mismo tiempo se dispuso que, en prueba de que el monarca castellano entregaría dichos señoríos a Alfonso de la Cerda, los castillos de Alfaro, Cervera del Río Alhama, Curiel de los Ajos y Gumiel serían entregados a cuatro ricoshombres durante treinta años.
Por su parte, Alfonso de la Cerda renunció a sus derechos al trono castellano-leonés, a utilizar los títulos regios, y a usar el sello real. Al mismo tiempo, se comprometía a devolver al rey las plazas de Almazán, Soria, Deza, Serón, Alcalá, y Almenara. No obstante, al poco tiempo volvió a usar los símbolos de la realeza, contraviniendo lo acordado en Torrellas. La cuestión de los derechos al trono de Alfonso de la Cerda se resolvió definitivamente en vida del hijo y sucesor de Fernando IV, Alfonso XI, cuando en 1331, en Burguillos, Alfonso de la Cerda rindió homenaje al rey de Castilla y León. De ese modo se resolvió el problema originado en 1275 a la muerte del infante Fernando de la Cerda, padre de Alfonso de la Cerda e hijo y heredero de Alfonso X el Sabio, cuyos derechos al trono habían sido ignorados por Sancho IV, padre de Fernando IV de Castilla.
Fernando IV de Castilla se comprometió a que las cláusulas de la Sentencia Arbitral deberían ser juradas y acatadas por los ricoshombres, los magnates, los Maestres de las Órdenes Militares de Santiago, Calatrava, Temple y Hospital, y por los concejos de sus reinos.
En el invierno de 1305, hallándose Fernando IV en la ciudad de Guadalajara, el monarca recibió el homenaje de su primo Fernando de la Cerda, quien actuaba en nombre de su hermano, Alfonso de la Cerda. Este último manifestó por medio de su hermano que había recibido los castillos y señoríos que le fueron adjudicados en la Sentencia Arbitral de Torrellas, y rindió por primera vez homenaje a Fernando IV.